# 叙利亚起义
叙利亚起义（阿拉伯语：الثورة السورية الكبرى） 是1925年至1927年期间叙利亚和大黎巴嫩爆發的一场反对法国軍事佔領的起事。起事人員的目的是希望終結法國對法屬敘利亞託管地的統治。
敘利亞原本是奧斯曼土耳其帝國的一部分。奧斯曼土耳其帝國在一戰戰敗後敘利亞由法国托管。法國託管叙利亚后，法国天主教会在當地创办了许多学校，這些學校要求学生学习法语，而且禁止教授阿拉伯语。敘利亞人認為法国当局對阿拉伯文化抱有偏见，而且法國當局拒絕為敘利亞獨立設立時間表。
1925年7月，法国黎凡特高级专员莫里斯·萨拉伊拒絕讓德鲁兹人担任德鲁兹国长官，并逮捕3名德鲁兹人领袖。7月18日，苏尔坦·阿特拉什领导德鲁兹山区人民發動反法暴動。反法武裝攻击法军位於苏韦达的机场，烧毁法国飞机，占领萨勒海德。苏尔坦·阿特拉什還与阿卜杜·拉赫曼·沙赫班德尔联合。8月23日，苏尔坦·阿特拉什號召德鲁兹派、逊尼派、阿拉维派和基督教徒聯合起來把法國人趕走。此時整個起事擴大到整个叙利亚和黎巴嫩南部地区，而且反法武裝已有4万人。反法武裝還攻擊鐵路，癱瘓敘利亞的交通網絡。法军則轰炸大马士革。法国政府決定不再讓莫里斯·萨拉伊擔任黎凡特高级专员，並派亨利·代·朱瓦内接任。
1926年4月22日，法军進攻德鲁兹山区。25日占领苏韦达。苏尔坦·阿特拉什逃到外约旦。阿卜杜·拉赫曼·沙赫班德尔撤退到古塔大马士革。1927年7月，法军派出8000多人進攻古塔大马士革並將起事鎮壓。